# Little Church Around the Corner

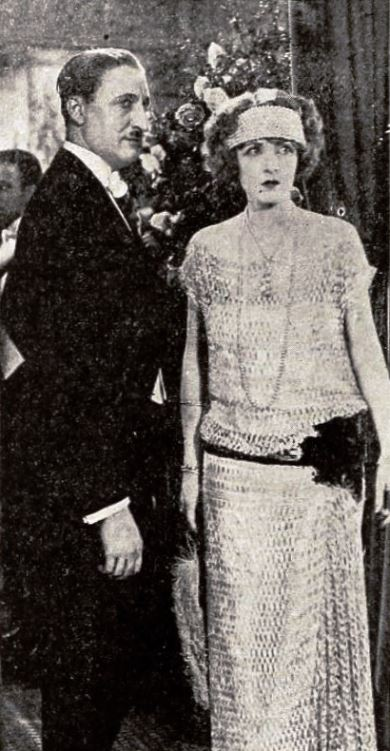
Cyril Chadwick i Claire Windsor en un fotograma de la pel·lícula, aparegut a la revista Exhibitor's Trade Review el gener de 1923

Little Church Around the Corner és una pel·lícula muda de la Warner Bros. dirigida per William A. Seiter i protagonitzada per Claire Windsor, Hobart Bosworth i Pauline Starke, entre d'altres. Basada en la novel·la homònima de Marion Russell posteriorment teatralitzada per Charles E. Blaney, la pel·lícula es va estrenar el 25 de març de 1923.

## Argument
David Graham queda orfe per culpa d'una explosió en una mina. David decideix que vol ser capellà i per això el noi predica entre els seus companys el fer el bé en una petita església que ha muntat en un graner i que anomenen la «petita església de la cantonada». Entre la colla de nois hi ha Big Hex que assetja David i altres nens com Hetty, una nena que no sap parlar. L'enfrontament entre els dos nois acaba quan Hex arrossega Hetty a la petita església i repta el noi a fer-la parlar, cosa que no aconsegueix. A rel de l'incident, observat per Leila Morton, fill de John, el propietari de la mina, aquest decideix pagar-li els estudis de pastor i acollir-lo a casa.
Passen els anys i David arriba a ser capellà i Leila n'està profundament enamorada. Ella el convenç que no torni al poble a ajudar els pobres miners si no que accepti la proposta del reverend Bradley d'assumir el càrrec en una rica església local. David acaba acceptant amb l'esperança de convèncer els seus feligresos que l'ajudin a millorar les condicions dels miners. Més endavant representants dels miners arriben a casa de Morton exigint-li que repari un perillós pou de mina però ell s'hi nega tot i la intervenció de David. Aquest acaba decidint tornar al poble. Allà retroba Hetty, que encara és muda, Hex que la maltracta i Jude, el germà d'ella, que tot el dia segueix el noi. Més endavant es produeix l'enfonsament de la mina que atrapa diversos miners. Quan la notícia del desastre arriba a Morton, ell i Leila corren cap a la mina amb la seva limusina per trobar que els miners, incitats per Hex, els ataquen rabiosos. David intervé i davant de la porta de l'oficina els impedeix l'entrada dient-los que l'odi i la violència mai no han resolt cap problema. La multitud diu que està farta de les promeses i que volen "proves" i en aquell moment, Hetty puja al porxo amb David i comença a parlar. Morton es reconcilia amb els miners.

## Repartiment
- Claire Windsor (Leila Morton)
- Kenneth Harlan (David Graham)
- Hobart Bosworth (John Morton)
- Pauline Starke (Hetty Burrows)
- Alec B. Francis (reverend Bradley)
- Walter Long (Big Hex Poulon)
- Cyril Chadwick (Mark Hanford)
- Winter Hall (Doc Graham)
- Margaret Seddon (Mrs. Wallace)
- George Cooper (Jude Burrows)
- Stanton Heck (Burt Wilson)
- Fred R. Stanton (el Sheriff)
- Winston Miller (David de petit)
- Mary Jane Irving (Hetty de petita)